# Луканин, Игорь Александрович
Игорь Александрович Луканин (азерб. İqor Aleksandr oğlu Lukanin, род. 3 февраля 1976 года в Свердловске) — фигурист выступавший в танцах на льду за команду Азербайджана с американкой Кристин Фрейзер. Кроме того, в разные годы выступал за СССР, Россию и Германию. Завершил любительскую спортивную карьеру в 2009 году.
На открытии зимней Олимпиады 2006 года в Турине Игорь Луканин был знаменосцем сборной команды Азербайджана.

## Карьера

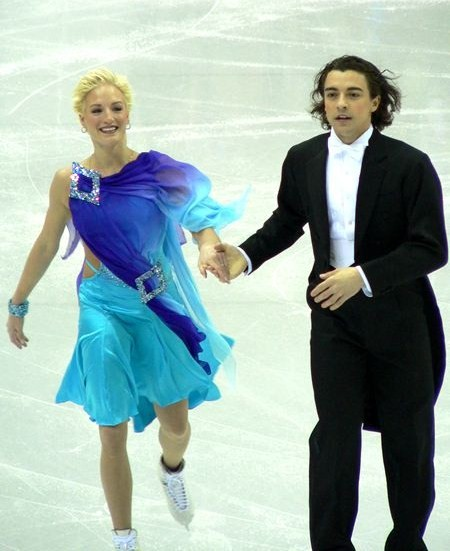
Кристин Фрейзер и Игорь Луканин на чемпионате Европы 2005 года.

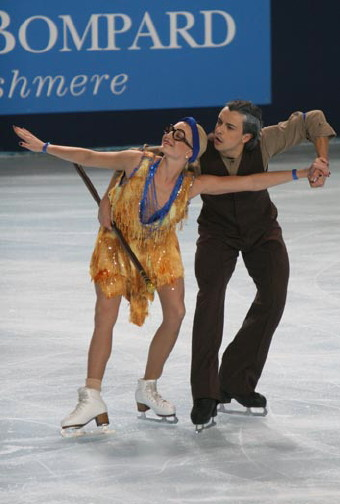
Кристин Фрейзер и Игорь Луканин на турнире «Trophee Eric Bompard» в 2008 году

За Германию Игорь выступал с Ксенией Сметаненко в 1996 и  1997 годах, они занимали пятое и четвёртое место в чемпионатах Германии и на международный уровень не выходили.
С сезона 1998—1999 Игорь начал представлять Азербайджан. Первой его партнёршей стала американка Дженни Дарлен. С ней они катались два сезона. На чемпионате мира 2000 года стали 30-ми, и пара распалась.
В сезоне 2000—2001 Игорь встал в пару с другой американкой — Кристин Фрейзер. Новая пара продолжила представлять Азербайджан. Кристин приняла азербайджанское гражданство, и дуэт участвовал в зимних Олимпийских играх 2002 и 2006 года.
Лучшими достижениями дуэта на чемпионатах Европы было 7-е место в 2007 году, а на чемпионатах мира — 11-е в 2008.
В мае 2008 года спортсмены заявили, что планируют завершить спортивную карьеру после Олимпиады 2010 года в Ванкувере. Однако, заняв на чемпионате мира 2009 года 18-е место, не смогли квалифицироваться на Олимпийские игры и решили завершить любительские выступления.

## Личная жизнь
Игорь Луканин родился 3 февраля 1976 года в Свердловске в смешанной еврейско-азербайджанской семье. С 2000 года женат на фигуристке-одиночнице, выступавшей за Азербайджан и Россию Дарье Тимошенко (представляя Россию, Дарья была чемпионкой мира среди юниоров 1999 года).

## Спортивные достижения

### После 2004 года
(с Фрейзер)
| Соревнования                        | 2001—2002 | 2002—2003 | 2003—2004 | 2004—2005 | 2005—2006 | 2006—2007 | 2007—2008 | 2008—2009 |
| ----------------------------------- | --------- | --------- | --------- | --------- | --------- | --------- | --------- | --------- |
| Зимние Олимпийские игры             | 17        |           |           |           | 19        |           |           |           |
| Чемпионаты мира                     | 15        | 13        | 16        | 13        | 14        | 16        | 11        | 18        |
| Чемпионаты Европы                   | 14        | 10        |           | 9         | 9         | 7         | 10        | 9         |
| Чемпионаты Азербайджана             | 1         | 1         |           | 1         |           |           |           |           |
| Этапы Гран-при:Trophee Eric Bompard |           |           |           | 6         |           |           |           | 6         |
| Этапы Гран-при:NHK Trophy           |           |           |           |           |           |           | 5         |           |
| Этапы Гран-при:Skate America        |           |           |           |           |           |           | 5         |           |
| Этапы Гран-при:Cup of Russia        |           |           |           |           |           | 7         |           |           |
| Этапы Гран-при:Cup of China         |           |           |           | 5         | 4         |           |           |           |
| Этапы Гран-при:Skate Canada         |           |           |           |           | 4         |           |           |           |
| Мемориал Карла Шефера               |           |           |           |           | 2         |           |           |           |
| Золотой конёк Загреба               |           |           |           |           |           | 1         |           |           |

### до 2004 года
(с Фрейзер)
| Соревнования                        | 2000—2001 | 2001—2002 | 2002—2003 | 2003—2004 |
| ----------------------------------- | --------- | --------- | --------- | --------- |
| Зимние Олимпийские игры             |           | 17        |           |           |
| Чемпионаты мира                     | 19        | 15        | 13        | 16        |
| Чемпионаты Европы                   | 16        | 14        | 10        |           |
| Чемпионаты Азербайджана             | 1         | 1         | 1         |           |
| Этапы Гран-при:Skate America        |           |           | 6         |           |
| Этапы Гран-при:Skate Canada         |           |           | 7         | 7         |
| Этапы Гран-при:Trophee Eric Bompard |           |           |           | 7         |
| Золотой конёк Загреба               | 2         | 5         |           |           |
| Nebelhorn Trophy                    | 5         | 4         | 4         |           |

(с Дарлен)
| Соревнования          | 1998—1999 | 1999—2000 |
| --------------------- | --------- | --------- |
| Чемпионаты мира       |           | 30        |
| Чемпионаты Европы     | 22        |           |
| Nebelhorn Trophy      |           | 6         |
| Мемориал Карла Шефера |           | WD        |
| Skate Israel          | 4         |           |

- WD = снялись с турнира

### за Германию
| Соревнования        | 1995—1996 | 1996—1997 |
| ------------------- | --------- | --------- |
| Чемпионаты Германии | 5         | 4         |